# 拜沃特角

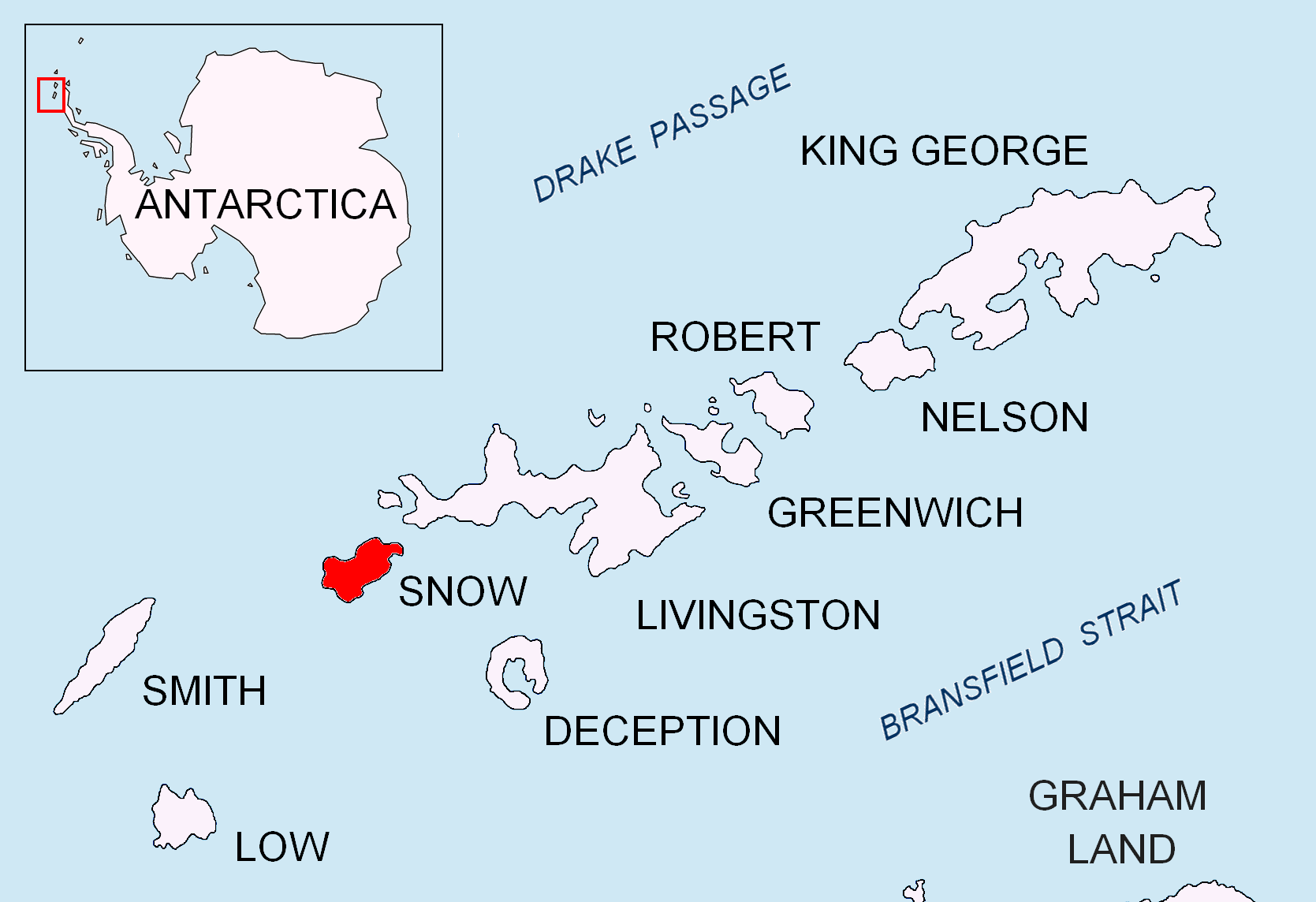

拜沃特角（英語：Byewater Point）是南極洲的山峰，位於南設得蘭群島中雪島的西北端，處於廷布倫角西南面10.3公里、康韋角西北面10.58公里和史密斯角東北面42.8公里。

## 外部連結
- SCAR Composite Antarctic Gazetteer（页面存档备份，存于）.

62°45′10″S 61°30′07.4″W / 62.75278°S 61.502056°W